# Зимние Олимпийские игры 1952
Зимние Олимпийские игры 1952 (норв. Vinter-OL 1952), также известные как «VI зимние Олимпийские игры» (англ. VI Winter Olympics, фр. Les VIes Jeux olympiques d'hiver) — мультиспортивное мероприятие, которое проводилось в норвежском городе Осло. Этот город заявлял о намерении провести Зимние Олимпийские игры 1936 и 1948 годов, но в 1936 году игры отдали Германии, а затем Вторая мировая война помешала реализации планов на 1948 год. Норвежская столица была выбрана для проведения зимней Олимпиады (до 1992 года зимние игры проходили в тот же год, что и летние), обогнав во время выборов итальянскую Кортину-д’Ампеццо и американский Лейк-Плэсид. Все соревнования проходили в самом Осло, за исключением горнолыжного спорта, соревнования по которым прошли на Норфьелле, находящемся в 113 км от города. Специально для Игр была построена гостиница для представителей прессы и высокопоставленных лиц и три дома, в которых ночевали спортсмены и их тренера. Эти строения и стали первой в истории Олимпийской деревней. Проведение игр способствовало экономическому развитию Осло.
На играх участвовало 694 спортсмена из 30 стран, которые приняли участие в семи видах спорта, в рамках которых разыгрывалось 22 комплекта медалей. Япония и ФРГ впервые приняли участие на Олимпиадах после Второй мировой войны. ГДР отказалась от участия, так как их представители отказались соревноваться в одной команде с ФРГ. Португалия и Новая Зеландия дебютировали на зимних Олимпийских играх. Также, впервые были проведены соревнования по лыжным гонкам среди женщин.
Норвежец Яльмар Андерсен выиграл 3 из 4 возможных золотых медалей в конькобежном спорте. Это достижение помогло ему стать самым титулованным спортсменом в истории Игр в своём виде спорта. ФРГ заставили вспомнить о себе на бобслейных соревнованиях, выиграв заезды двоек и четвёрок. Фигурист Дик Баттон впервые в истории международных соревнований выполнил тройной тулуп, что помогло ему выиграть второе подряд золото Олимпиады. В качестве показательного вида спорта на зимних Олимпийских играх 1952 г. был представлен также хоккей с мячом. В турнире принимали участие сборные Норвегии, Финляндии и Швеции. Победителем стала команда Швеции, сборная Норвегии заняла второе место. По итогам соревнований медальный зачёт выиграли хозяева, норвежцы, с 16 медалями, 7 из которых — золотые. Церемония закрытия ознаменовалась презентацией флага, который должен передаваться следующей столице зимних Олимпийских игр. В итоге этот флаг (вошедший в историю как «Осло-флаг») до сих пор передаётся столицам последующих зимних Игр.

## Выбор столицы игр
Осло безуспешно выдвигал свою заявку на проведение зимней Олимпиады 1936 года, проиграв немецкому Гармиш-Партенкирхену. Также стоит отметить тот факт, что в том же 1936 году Германия принимала и летние Игры. Это был последний из трёх случаев, когда одна страна в один год принимала и летние, и зимние Олимпиады. После этого года, Международный Олимпийский комитет (МОК) принял решение проводить летние и зимние игры в разных странах, но реализацию этого решения пришлось отложить до конца Второй мировой войны. После выбора столицы летней Олимпиады-1948 (ею стал Лондон), представители Осло предложили город для проведения зимней Олимпиады того же года, но городской совет отверг это предложение. В том году зимние Игры прошли в швейцарском Санкт-Морице.
При выборе столицы следующей зимней Олимпиады, норвежцы затруднялись ответить МОКу о возможности проведения этих Игр в Осло. Против них выступило большинство норвежцев, которые стали делать упор на летние виды спорта, при этом не обращая внимания на успехи их спортсменов на зимних Олимпиадах. Но организаторы Игр-1952 верили, что соревнования могут пройти в Норвегии. По их мнению, это событие поможет доказать то, что страна полностью реабилитировалась после Мировой войны.
Кроме Осло, на проведение игр также претендовали Лейк-Плэсид (США), проводивший их в 1932 году, и Кортина-д'Ампеццо (Италия), которая должна была их проводить в 1944 году. 21 июня 1947 года на 40-й сессии МОК в Стокгольме было объявлено о назначении Осло местом проведения Зимней Олимпиады-1952. Впоследствии, оба проигравших кандидата проводили зимние игры. В Кортине-д’Ампеццо прошли следующие игры (1956), а в Лейк-Плэсиде — в 1980. Норвегия стала первой скандинавской страной, которая приняла Зимнюю Олимпиаду. Осло, в свою очередь, стал первой (и пока единственной) столицей страны, где проходили зимние Игры.
| Результаты голосования | Результаты голосования |         |
| ---------------------- | ---------------------- | ------- |
| Город                  | Страна                 | Раунд 1 |
| Осло                   | Норвегия               | 17      |
| Кортина-д'Ампеццо      | Италия                 | 9       |
| Лейк-Плэсид            | США                    | 1       |

## Организация
Специальный комитет был создан для организации Игр-1952. Он состоял из четырёх городских чиновников и четырёх представителей городского муниципалитета Осло, в том числе и Бриньюлфа Булла, мэром Осло в то время. Комитет был создан в декабре 1947. Управление города Осло взялось за финансирование Игр. Чтобы увеличить количество участвовавших спортсменов, для них были построены три специально спроектированных дома. Также, для Олимпийских игр был построен отель «Викинг», который был предназначен для представителей МОКа, а также высокопоставленных людей из всей Норвегии. Эти здания стали первой в истории Олимпийской деревней. Впервые, арена для хоккея с шайбой была построена под крышей. На этой арене восемь национальных сборных боролись за золотые медали. Главным же стадионом Игр стал Бислетт, на котором прошли церемонии открытия и закрытия, а также соревания среди конькобежцев. На арене были установлены лучшие, на тот момент, звуковые и световые системы. Специально для Олимпийских игр был реконструированы ложи для прессы, а также был построен медицинский центр.

## Политика Игр
После оккупации Норвегии нацистской Германией во время Второй мировой войны люди, настроенные против Германии, пытались запретить её участие в Играх-1952. В 1950 году, когда представители ФРГ отправили в МОК заявку на участие, был поднят вопрос об участии бывшей страны-агрессора Второй мировой на Играх-1952. Представители МОК разрешили участие спортсменам из ФРГ. Представители ГДР были также приглашены на Игры, но это государство ответило отказом, ввиду нежелания участвовать в одной команде с ФРГ.
Сначала Норвегия отказывалась принять у себя на Играх представителей государств, имевших нацистские режимы, и атлетов, придерживавшихся фашистских взглядов во время Второй мировой войны. Например, норвежский конькобежец Финн Ходт не был допущен к участию на Играх из-за его сотрудничества с нацистской Германией. В конце концов, несмотря на отношения между норвежцами и представителями бывших фашистских государств, МОК допустил к участию и немцев (из ФРГ), и японцев. Представители Советского Союза не отправили ни одного спортсмена в Осло, хотя это государство было уже признано МОКом. НОК СССР планировал отправить на Игры хоккейную команду, но заявка на участие в соревнованиях была подана в ИИХФ (международную федерацию хоккея) очень поздно.

## События на Олимпиаде
Всего 22 комплекта медалей были разыграны в 8 видах спорта (в скобках указано количество разыгрываемых в этом виде спорта комплектов медалей):
- Бобслей (2) (подробнее)
- Горнолыжный спорт (6) (подробнее)
- Конькобежный спорт (4) (подробнее)
- Лыжное двоеборье (1) (подробнее)
- Лыжные гонки (4) (подробнее)
- Прыжки на лыжах с трамплина (1) (подробнее)
- Фигурное катание (3) (подробнее)
- Хоккей (1) (подробнее)

### Демонстрационный вид
- Хоккей с мячом (1) (подробнее)

### Церемония открытия
13 февраля олимпийский огонь был зажжён в деревне Моргедаль в камине дома пионера лыжного спорта Сондре Норхейма. Эстафета олимпийского огня проводилась на лыжах и прошла в течение двух дней. Это была первая в истории эстафета олимпийского огня на зимних Играх.

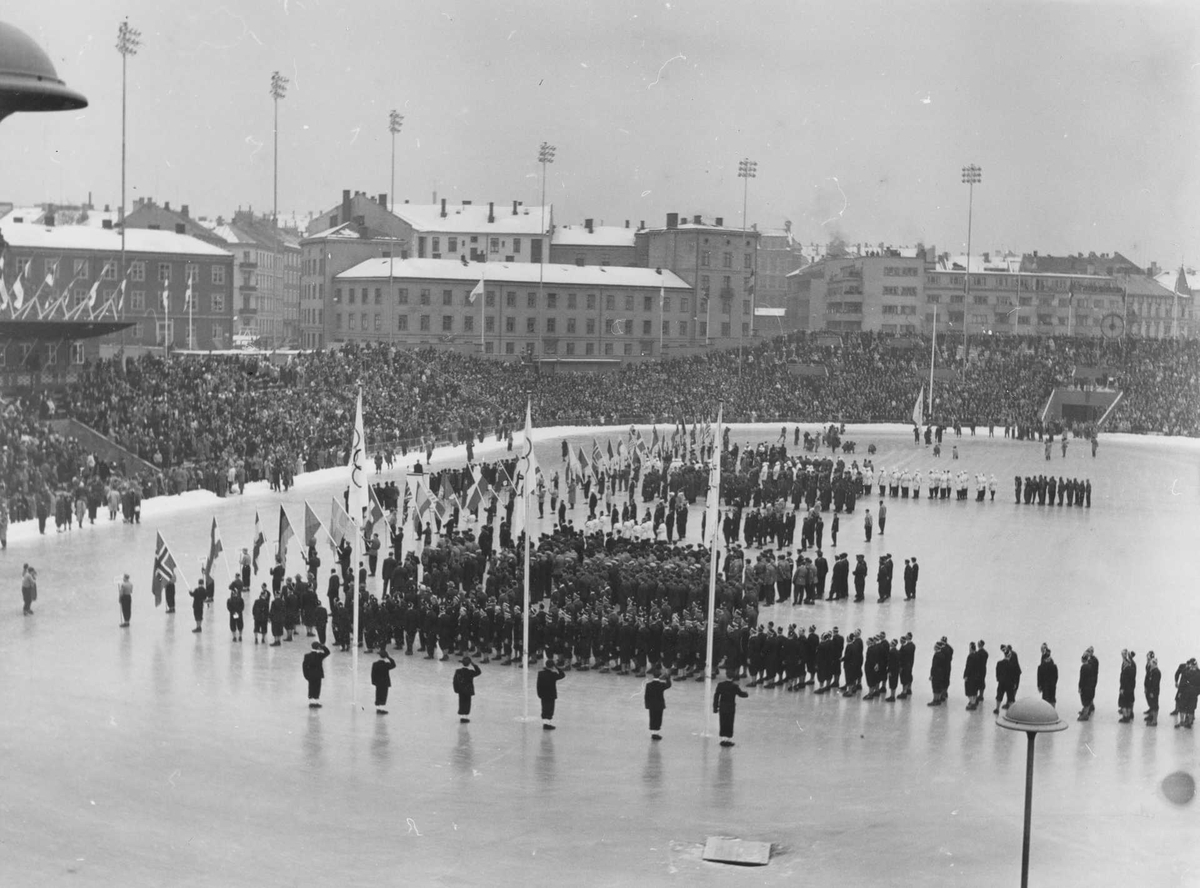
Фотография с церемонии открытия

Церемония открытия прошла на стадионе Бислетт 15 февраля. Король Великобритании Георг VI умер 6 февраля 1952 года, за 8 дней до начала Игр. В результате этого события, флаги всех государств были подняты лишь на половину, и Принцесса Рангхильда Норвежская открыла игры вместо своего деда, Короля Хокона VII, выбывшего в Лондон на поминки Георга VI. Этот случай стал первым, когда Олимпийские игры открывала женщина. Парад наций прошёл по традиции, согласно которой представители Греции выходили первыми, далее следовали другие страны, выходившие на стадион по порядку норвежского алфавита, и в конце вышли хозяева Игр. Спортсмены Великобритании, Австралии, Канады и Новой Зеландии почтили память умершего монарха выходом на стадион с черными повязками. После парада наций Олимпийский огонь был зажжён. Факелоносец Эйгил Нансен, получив факел, пробежал с ним до лестницы, затем снял лыжи и поднявшись по ней зажёг огонь Олимпиады.
За день до официального открытия прошли соревнования по бобслею и горнолыжному спорту. Спортсмены, участвовавшие в этих видах, не успевали на церемонию открытия, поэтому, упрощённые церемонии открытия были проведены во Фрогнерсетерене, где соревновались бобслеисты, и в Норефьелле, месте соревнования горнолыжников.

### Бобслей

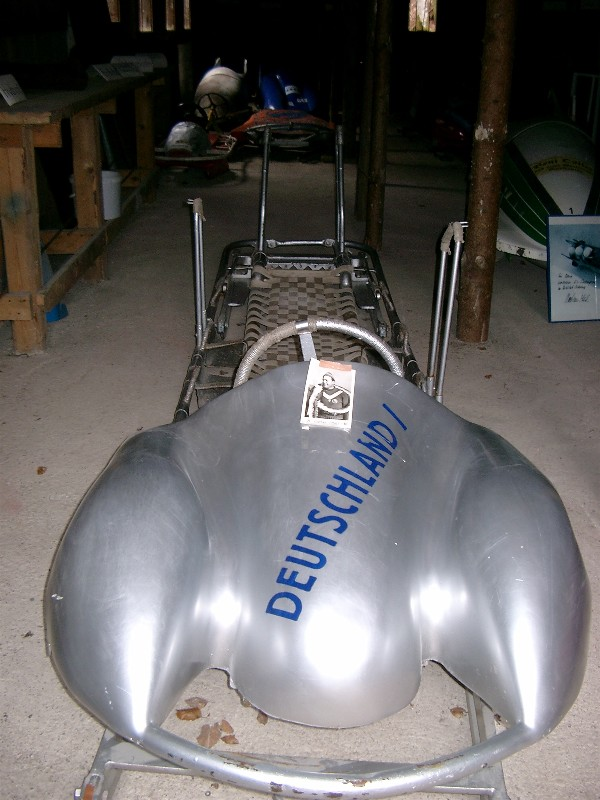
Боб на 4 человек, на котором сборная Германии выиграла золото

После 16-летнего отсутствия на Олимпийских играх, представители Германии отметили своё возвращение триумфальным выступлением в соревнованиях по бобслею. Там немцы выиграли и заезд двоек, и соревнование среди четвёрок.
Результаты обоих заездов были одинаковыми. В обоих случаях, после немцев серебро выиграли представители США, а тройку замыкали швейцарцы. Фриц Файерабенд выигрывал бронзу в двойках и четвёрках. Эти две «бронзы» стали четвёртой и пятой олимпийской медалью в карьере швейцарца, в истории которой 3 Олимпиады и 16-летнее отсутствие на Играх. Немецкие бобслеисты, победившие в четвёрках, имели средний вес 117 кг. Меньше этого весил чемпион летних Игр-1952 по боксу среди тяжеловесов. Заметив этот факт, Международная федерация бобслея ввела ограничение по весу спортсменов, действующее до сих пор.

### Горнолыжный спорт

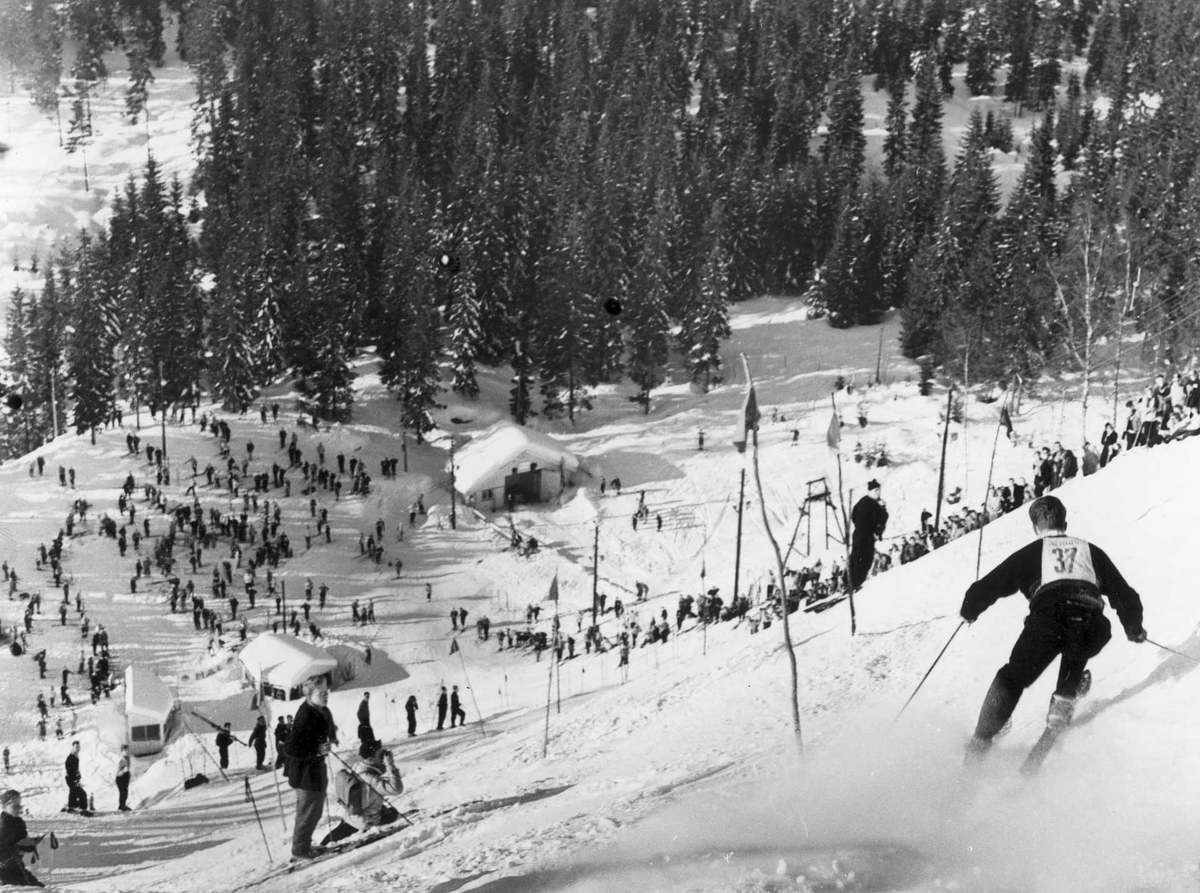
Стейн Эриксен на олимпийской трассе 1952 года

Горнолыжный спорт был представлен тремя дисциплинами: слаломом, гигантским слаломом и скоростным спуском. И мужчины, и женщины, участвовали во всех трёх дисциплинах, соревнования по которым прошли в Норфьелле и Рёдклейве. Соревнования по гигантскому слалому дебютировали на этих Играх. Австрийские горнолыжники доминировали на норвежских спусках, выиграв 7 из 18 возможных медалей, среди которых золото в слаломе и серебро скоростного спуска Отмара Шнайдера. Норвежец Стейн Эриксен выиграл золото в гигантском слаломе и серебро в простом. Греческий горнолыжник Антоин Милиордос упал 18 раз во время спуска по слалому и спиной пересёк финишную черту. Американская горнолыжница Андреа Мид-Лоуренс стала единственной двукратной чемпионкой в этом виде спорта, выиграв и гигантский, и обычный слалом. Она стала первым представителем США в олимпийском горнолыжном спорте, выигравшим две золотые медали на одних Играх.

### Конькобежный спорт
Все соревнования по конькобежному спорту прошли на Бислетте. Американцы Кеннет Хенри и Дон МакДермотт стали первыми и вторыми на дистанции 500 метров. Но обыкновенный норвежский водитель грузовика Яльмар Андерсен выиграл оставшиеся 3 золотые медали (1500, 5000 и 10000 м). Этот успех считается одним из самых знаменательных в истории Олимпийских игр. Голландец Вим ван дер Ворт стал вторым в забеге на 1500 метров, а его соотечественник Кес Брукман вторым на дистанциях 5000 и 10000 метров, они стали первыми голландцами, выигравшими медаль Олимпийских игр. На соревнованиях не участвовал чемпион мира Корнель Пайор. Этот венгерский конькобежец, выигравший обе длинные дистанции на чемпионате мира 1949 года в Осло, сбежал в Швецию, но не смог выступать за неё, так как не получил шведское гражданство до начала Олимпиады.

### Лыжное двоеборье
Лыжное двоеборье прошло на трамплине и лыжной трассе Холменколльбаккена. Впервые соревнования стартовали не с лыжных гонок, а прыжков с трамплина, с которого спортсмены совершали по 3 прыжка каждый. Второй этап прошёл на следующий день после прыжков и был представлен лыжной гонкой на 18 км. Итоговые результаты победителей и призёров определялись по среднему баллу за две лучшие попытки в прыжках с трамплина, этот результат в свою очередь суммировался с итоговым временем на лыжне. Норвежцы Симон Слаттвик и Сверре Стенерсен выиграли золото и бронзу соответственно. На следующих играх Стеренсен выиграл точно такое же соревнование. Представитель Финляндии Хейкки Хасу выиграл серебряную медаль, не позволив норвежцам завоевать весь пьедестал почёта.

### Лыжные гонки
Все лыжные гонки прошли рядом с трамплином в Холменколльбаккене. У мужчин были разыграны те же 3 комплекта медалей, что и на прошлых Играх: 18 и 50 км и эстафета Впервые в лыжном спорте участвовали женщины: они бежали 10-километровку. Все медали в лыжных гонках были выиграны представителями скандинавских стран, а восемь из 12 возможных медалей достались финским лыжникам. Лидия Видеман стала первой женщиной-лыжницей, ставшей Олимпийским чемпионом в своём виде спорта; к тому же её соотечественницы Мирья Хиетамиес и Сийри Рантанен взяли оставшиеся призовые места в той гонке. Хальгейр Бренден выиграл 18-километровую гонку и помог норвежцам выиграть серебро в эстафете на дистанции 4 × 10 км. Позже Бренден выиграл золотую медаль в 15-километровом заезде в 1956, и серебряную медаль в эстафете на играх 1960 года.

### Прыжки с трамплина
Более 100 тысяч человек поддерживали прыгунов с трамплина, когда они соревновались в Холменколльбаккене. Это произошло 24 февраля на соревнованиях среди мужчин. Принц Харальд, и Принцесса Рангхильда были среди зрителей. Норвежцы не разочаровали королевскую семью своего государства, порадовав удачными выступлениями; Арнфинн Бергман и Торбьёрн Фалькангер выиграли первые два места соответственно, тогда как швед Карл Холмстрём взял бронзу. Это были последние игры, когда норвежцы выигрывали золотые медали в прыжках с трамплина (серия началась в 1924).

### Хоккей с шайбой

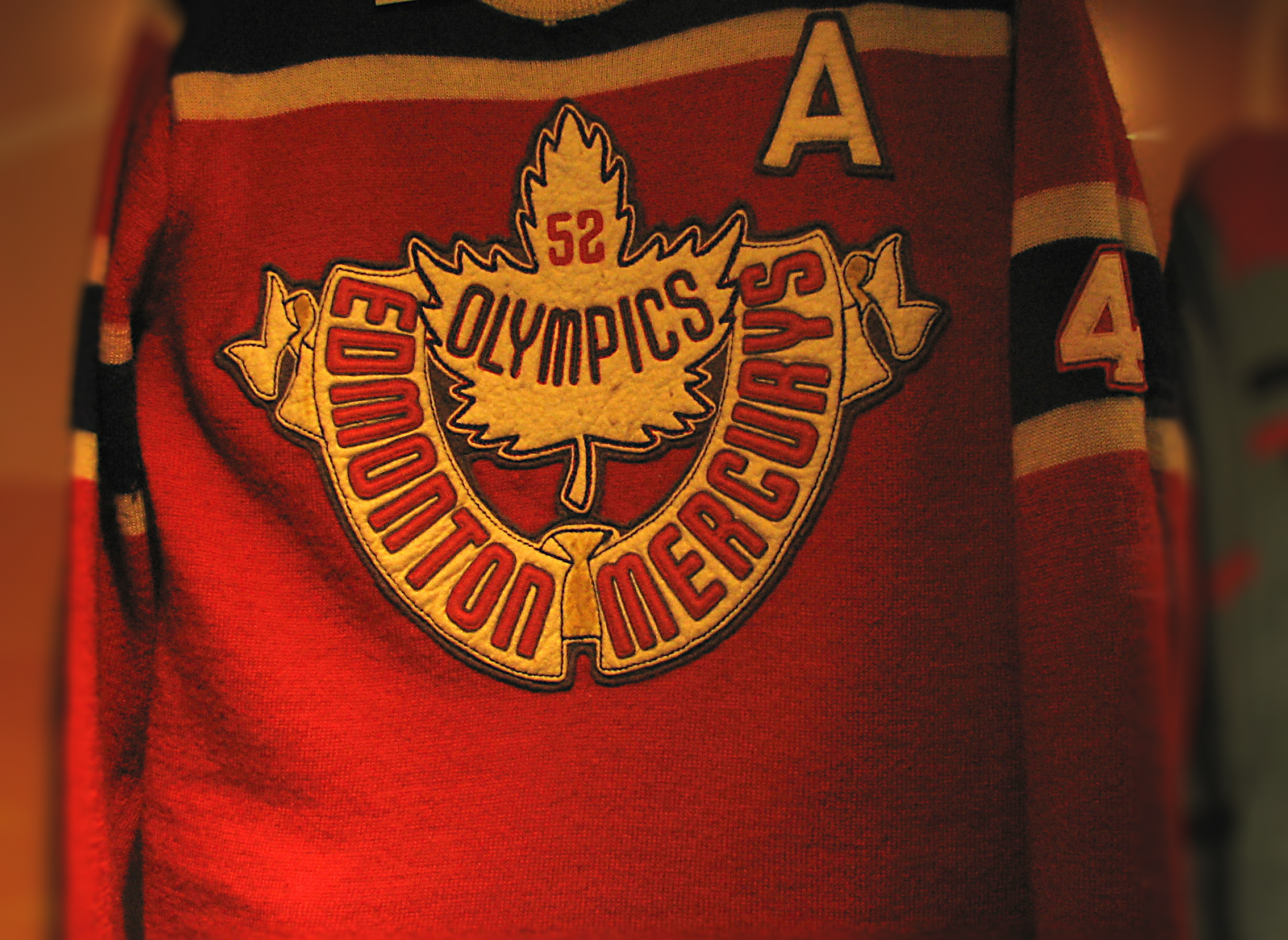
The jersey of Canada’s Edmonton Mercurys, the ice hockey gold medal winners

### Хоккей с мячом
В первый и последний раз хоккей с мячом был представлен на зимних Олимпийских играх. Соревнования прошли в качестве показательного вида. В турнире принимали участие сборные Норвегии, Финляндии и Швеции. По результатам турнира Швеция заняла первое место, затем следует команда хозяев Олимпиады и на третьем месте расположилась сборная Финляндии.

## Страны-участницы

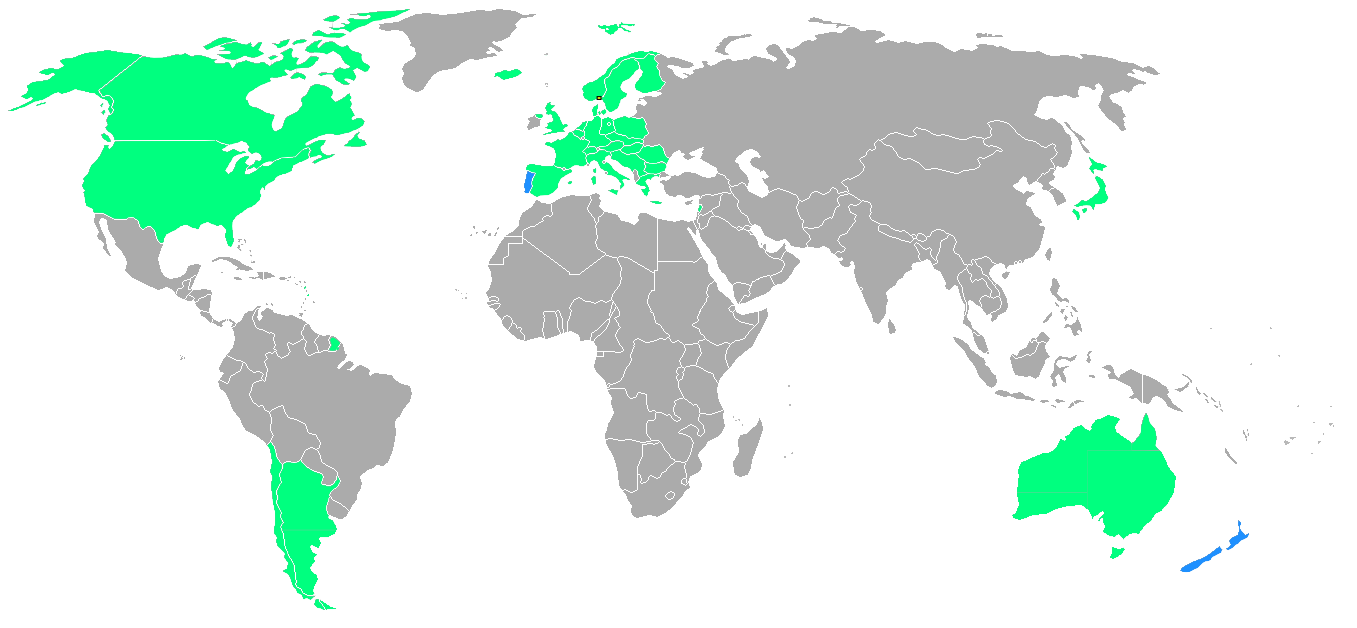
Карта, отображающая участников зимних ОИ-1952.
Зелёным отмечены страны-участницы
Голубым — страны, дебютировавшие на Зимних ОИ в 1952 году
Точкой (•) отмечен город Осло

30 стран представили своих спортсменов на этих Играх, что являлось рекордом по количеству НОКов на одних зимних Олимпийских играх. Новозеландцы и португальцы впервые приняли участие на «белых» Олимпиадах. Австралия, Германия и Япония вернулись на Игры после 16-летнего отсутствия на таковых. Южная Корея, Лихтенштейн и Турция участвовали на зимних Играх 1948 года, но не представили кандидатов на этой Олимпиаде.
- Аргентина
- Австралия
- Австрия
- Бельгия
- Болгария
- Великобритания
- Венгрия
- Греция
- Дания
- Исландия
- Италия
- Канада
- Ливан
- Нидерланды
- Новая Зеландия
- Норвегия
- Польша
- Португалия
- Румыния
- Финляндия
- Франция
- Германия
- Чехословакия
- Чили
- Швеция
- Швейцария
- Югославия
- США
- Испания
- Япония

## Расписание соревнований
| ● | Церемония открытия | ● | Квалификация соревнований | ● | Финалы соревнований | ● | Церемония закрытия |

| Число                       | Число                       | 14 ЧТ | 15 ПТ | 16 СБ | 17 ВС | 18 ПН | 19 ВТ | 20 СР | 21 ЧТ | 22 ПТ | 23 СБ | 24 ВС | 25 ПН | Медали |
| --------------------------- | --------------------------- | ----- | ----- | ----- | ----- | ----- | ----- | ----- | ----- | ----- | ----- | ----- | ----- | ------ |
| Церемонии                   |                             |       | ●     |       |       |       |       |       |       |       |       |       | ●     |        |
| Бобслей                     | Бобслей                     | ●     | 1     |       |       |       |       |       | ●     | 1     |       |       |       | 2      |
| Горнолыжный спорт           | Горнолыжный спорт           | 1     | 1     | 1     | 1     |       | 1     | 1     |       |       |       |       |       | 6      |
| Конькобежный спорт          | Конькобежный спорт          |       |       | 1     | 1     | 1     | 1     |       |       |       |       |       |       | 4      |
| Лыжное двоеборье            | Лыжное двоеборье            |       |       |       | ●     | 1     |       |       |       |       |       |       |       | 1      |
| Лыжные гонки                | Лыжные гонки                |       |       |       |       | 1     |       | 1     |       |       | 2     |       |       | 4      |
| Прыжки на лыжах с трамплина | Прыжки на лыжах с трамплина |       |       |       |       |       |       |       |       |       |       | 1     |       | 1      |
| Фигурное катание            | Фигурное катание            |       |       |       | ●     |       | ●     | 1     | 1     | 1     |       |       |       | 3      |
| Хоккей                      | Хоккей                      |       | ●     | ●     | ●     | ●     | ●     | ●     | ●     | ●     | ●     | ●     | 1     | 1      |
| Демонстрационный вид        |                             |       |       |       |       |       |       |       |       |       |       |       |       |        |
| Хоккей с мячом              | Хоккей с мячом              |       |       |       |       |       |       |       |       |       | 1     |       |       | 1      |
| Медали                      | Медали                      | 1     | 2     | 2     | 2     | 3     | 2     | 3     | 1     | 2     | 2     | 1     | 1     | 22     |
| Число                       | Число                       | 14    | 15    | 16    | 17    | 18    | 19    | 20    | 21    | 22    | 23    | 24    | 25    | Медали |

* Для более полного ознакомления с результатами отдельных видов спорта на данной олимпиаде нажмите на названия конкретного вида спорта в данной таблице.

## Медальный зачёт
| №  | Страна         | Золото | Серебро | Бронза | Всего |
| 1  | Норвегия       | 7      | 3       | 6      | 16    |
| 2  | США            | 4      | 6       | 1      | 11    |
| 3  | Финляндия      | 3      | 4       | 2      | 9     |
| 4  | Германия       | 3      | 2       | 2      | 7     |
| 5  | Австрия        | 2      | 4       | 2      | 8     |
| 6  | Италия         | 1      | 0       | 1      | 2     |
| 6  | Канада         | 1      | 0       | 1      | 2     |
| 8  | Великобритания | 1      | 0       | 0      | 1     |
| 9  | Нидерланды     | 0      | 3       | 0      | 3     |
| 10 | Швеция         | 0      | 0       | 4      | 4     |